# ISONOMIA
「ISONOMIA」（イソノミア）は、日本の歌手である沢田研二の76枚目のシングルである。
2017年3月11日にJULIE LABELより発売された。

## 解説
- 2009年からミニ・アルバムの制作を行なっていたため、シングルの発売は2008年以来9年ぶり。
- 東日本大震災が起こった2011年3月11日に哀悼の意を表して、2017年3月11日にリリース。

## 収録曲
1. ISONOMIA
  - 作詞：沢田研二／作曲・編曲：白井良明
2. 揺るぎない優しさ
  - 作詞：沢田研二／作曲・編曲：白井良明